# Перемишльська митрополія
Перемишльська митрополія — одна з 14 митрополій Римо-католицької церкви в Польщі. Назва — від міста Перемишль. До її складу входять:
- Перемильська архідієцезія
- Ряшівська дієцезія
- Замойсько-Любачівська дієцезія